# Raoul Lesueur
Raoul Lesueur (Le Havre, Sena Marítimo, Alta Normandia, 29 de abril de 1912 - Vallauris, 19 de agosto de 1981) foi um ciclista francês que foi profissional entre 1934 e 1952. Combinou o ciclismo em pista com o ciclismo de estrada. Seus principais sucessos conseguiu-os em pista, proclamando-se campeão do mundo de médio fundo a 1947 e 1950.

## Palmarés
- 1934
  - Vencedor de uma etapa da Nice-Toulon
  - Vencedor de uma etapa da Nice-Annot-Nice
- 1935
  - 1º na Génova-Nice
  - Vencedor de uma etapa na Paris-Nice
- 1937
  - 1º na Génova-Nice
  - 1º na Paris-Caem
- 1943
  - 1º ao Critérium dos Ases
- 1947
  - Campeão do mundo de médio fundo
- 1949
  - Campeão de France de médio fundo 
  - Medalha de bronze a.C.mpeonato do mundo de médio fundo
- 1950
  - Campeão do mundo de médio fundo
- 1951
  - Campeão de Europa de médio fundo

### Resultados ao Tour de France
- 1936. 14º da classificação geral